# رودي جولياني خلال هجمات 11 سبتمبر

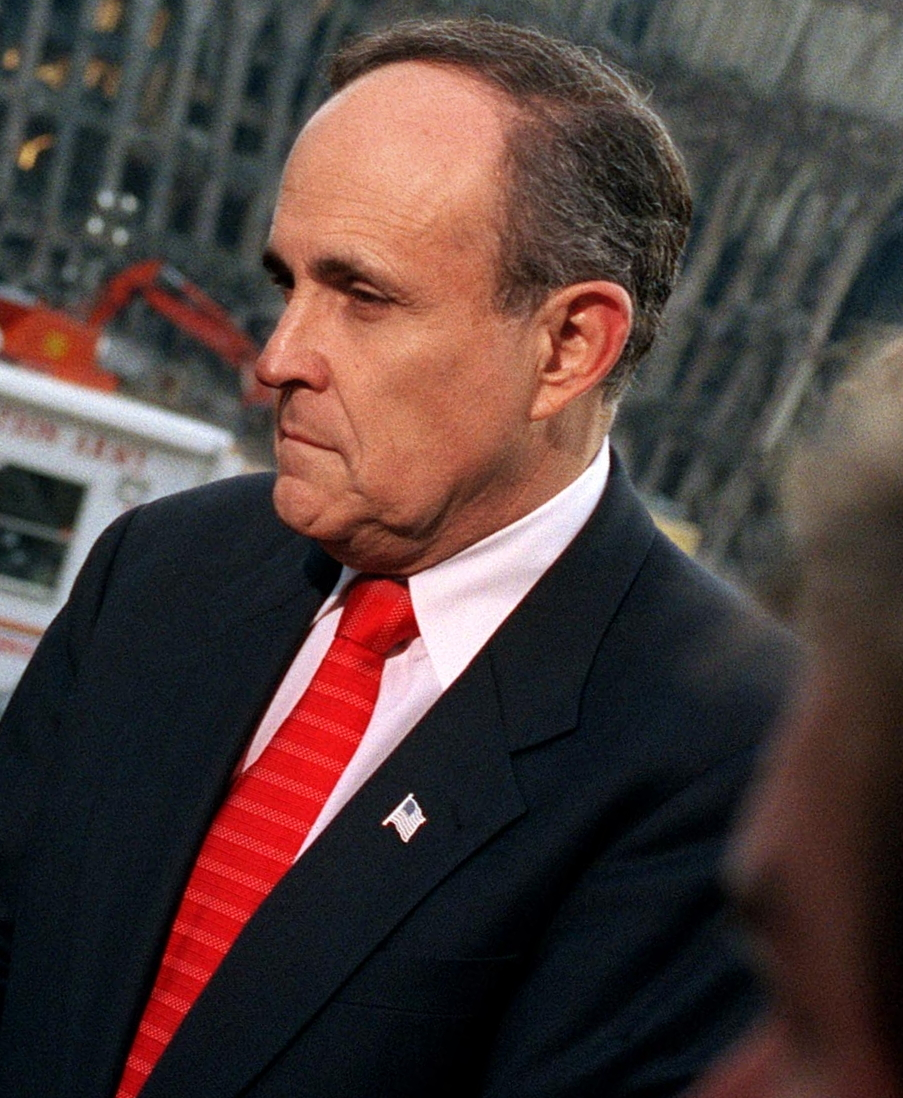
جولياني في جراوند زيرو.

لعب رودي جولياني دورًا في الرد على الهجوم الإرهابي على برجي مركز التجارة العالمي في مدينة نيويورك في 11 سبتمبر من عام 2001 بصفته عمدة للمدينة.

## في موقع الحدث

### خلال الهجمات
يُعتقد بوجود جولياني بالقرب من برجي مركز التجارة العالمي أثناء الهجمات. تكشف المقابلات مع باري جينينغز -أحد الناجين من حادث تحطم البرج 7 خلال هجمات 11 سبتمبر 2001- إمكانية وجود جولياني في البرج 7 في اليوم الذي حدثت فيه الهجمات، إلا أنه خرج من المبنى قبل ساعات من انهياره. بالإضافة إلى ذلك، أشار جولياني في مقابلة له مع إي بي سي نيوز حول يوم الهجمات إلى أنه كان «في مكان الحادث» قائلاً: «نزلنا إلى مكان الحادث وأقمنا مقرًا في شارع «75 باركلاي ستريت» الذي كان فيه مفوض الشرطة [و] مفوض الإطفاء ورئيس إدارة الطوارئ، وعملنا من هناك عندما قيل لنا إن مركز التجارة العالمي على وشك الانهيار، وقد انهار قبل أن نتمكن من الخروج من المبنى فعليًا لنُحاصر في المبنى لمدة 10-15 دقيقة، حتى وجدنا في نهاية المطاف مخرجًا، لنخرج ونتجه شمالًا آخذين معنا العديد من الأشخاص».

### بعد الهجمات
برز جولياني بشكل كبير في أعقاب هجمات 11 سبتمبر 2001 على مركز التجارة العالمي. نسق جولياني بعد الهجمات استجابة مختلف إدارات المدينة أثناء تنظيم سلطات الولاية والسلطات الفيدرالية دعمها لموقع مركز التجارة العالمي، فيما يتعلق بتدابير مكافحة الإرهاب على مستوى المدينة، واستعادة البنية التحتية المدمرة. ظهر جولياني بشكل متكرر على الراديو والتلفاز في 11 سبتمبر وما بعده للإشارة -على سبيل المثال لا الحصر- إلى إغلاق الأنفاق كإجراء وقائي، وإلى عدم وجود أي سبب يستلزم الاعتقاد بأن انتشار الأسلحة الكيميائية أو البيولوجية في الأجواء كانت من العوامل التي أدت إلى حصول الهجمات.

عندما اقترح الأمير السعودي الوليد بن طلال أن الهجمات كانت مؤشرًا على «ضرورة إعادة الولايات المتحدة الأمريكية النظر في سياساتها في الشرق الأوسط وتبني موقف أكثر توازنًا تجاه القضية الفلسطينية»، صرح جولياني قائلًا:
لا يوجد مكافئ أخلاقي لهذا العمل [الإرهابي]. لا يوجد مبرر لذلك... وأحد الأسباب التي أدت في اعتقادي إلى حصول هذه الهجمات هو أن الناس كانوا متكافئين أخلاقياً في عدم فهمهم للاختلاف بين الديمقراطيات الليبرالية مثل الولايات المتحدة وإسرائيل وبين الدول الإرهابية وأولئك الذين يتغاضون عن الإرهاب. لذا أعتقد أن هذه التصريحات ليست خاطئة فحسب، بل هي جزء من المشكلة. 
ورفض جولياني بعد ذلك تبرع الأمير السعودي الوليد بن طلال الذي بلغت قيمته 10 ملايين دولار بقصد الإغاثة من الكوارث في أعقاب الهجمات.
زعم جولياني في 9 أغسطس من عام 2007 قائلًا «لطالما كنت في الطابق الأرضي مثل بقية العمال إن لم يكن أكثر... عملت معهم هناك. لقد تعرضت لنفس الأشياء التي تعرضوا لها تمامًا. لذلك -ومن هذا المُنطلق- اعتَبر واحدًا منهم». أغضب هذا التصريح العاملين في قسم الطوارئ من أفواج الإطفاء وعناصر شرطة نيويورك. وجدت دراسة أجرتها صحيفة نيويورك تايمز بعد أسبوع من الحادثة أن جولياني لم يمضِ أكثر من 29 ساعة على مدى ثلاثة أشهر ضمن مكان الحادثة؛ كانت جداول مواعيده غير متاحة للأيام الستة التي تلت الهجمات مباشرةً. تناقضت أفعاله مع أفعال عمال الإغاثة في مكان الحادثة الذين أمضوا ذلك الوقت في الموقع خلال يومين إلى ثلاثة أيام، إذ عملوا في الغالب مئات الساعات بعد الحادثة مباشرةً على شكل نوبات من 8 إلى 12 ساعة يوميًا.

## «عمدة أمريكا»
أشاد العديد من الأشخاص بإدارة جولياني للأزمة في أعقاب الهجمات. حصل جولياني في استطلاع للرأي -بعد ستة أسابيع فقط من الهجمات- على نسبة تأييد وصلت إلى 79٪ بين ناخبي مدينة نيويورك، وهي زيادة دراماتيكية عن نسبة 36٪ التي حصل عليها في العام السابق الذي كان عامه السابع في الإدارة.
عكس جولياني في تصريحاته الرسمية مشاعر سكان نيويورك بعد هجمات 11 سبتمبر: الصدمة، والحزن، والغضب، وقرار إعادة البناء، والرغبة في مثول المسؤولين عن الهجمات أمام العدالة. قال جولياني: «غدًا ستكون نيويورك هنا، وسنعيد بناءها، وسنكون أقوى مما كنا عليه من قبل... أريد أن يكون شعب نيويورك مثالًا تحتذي به بقية البلاد، وبقية العالم، لا يمكن للإرهاب أن يوقفنا». أشاد بعض الأشخاص على نطاق واسع بمشاركة جولياني الوثيقة في جهود الإنقاذ والمعافاة، في حين جادل آخرون -بما في ذلك العديد من عناصر الشرطة وعمال الإنقاذ وأسر ضحايا مركز التجارة العالمي- بأن «جولياني قد بالغ في الدور الذي لعبه بعد الهجمات الإرهابية، واصفًا نفسه بالبطل بهدف تحقيق مكاسب سياسية».
لطالما شوهد جولياني في مباريات نيويورك يانكيز إذ حضر غالبًا برفقة ابنه، وذلك باعتباره مشجعًا معروفًا ومن أشد المعجبين بفريق نيويورك يانكيز، الذي فاز بنهائيات كأس العالم أربع مرات خلال فترة عمله عمدةً للمدينة. لُعبت أول مباراة بعد أحداث 11 سبتمبر في مدينة نيويورك في 21 سبتمبر من عام 2001، حيث واجه نيويورك ميتس على أرضه فريق أتلانتا بريفز. هتف جمهور المباراة لجولياني ولإدارته خلال الأوقات السابقة، على الرغم من كونه من المعجبين باليانكيز.
صاغت أوبرا وينفري مصطلح «عمدة أمريكا» في مراسم أحداث 11 سبتمبر التذكارية التي عُقدت في استاد اليانكيز في 23 سبتمبر من عام 2001، ليصبح مصطلحًا شائع الاستخدام بين مؤيدي جولياني.

## اقتراح تمديد فترة ولايته
وقعت هجمات 11 سبتمبر 2001 في الموعد المقرر لانتخاب رئاسة البلدية من أجل اختيار المرشحين الديمقراطيين والجمهوريين لخلافة جولياني. أُجلت الانتخابات التمهيدية على الفور أسبوعين أي حتى الخامس والعشرين من سبتمبر. سعى جولياني خلال هذه الفترة إلى تمديد ولايته بشكل غير مسبوق لمدة ثلاثة أشهر، أي منذ تاريخ انتهاء مدتها في 1 يناير وحتى 1 أبريل، بسبب الظروف الطارئة التي عصفت بالمدينة. هدد جولياني أيضًا بالطعن في القانون الذي يفرض حدودًا زمنية على المسؤولين المنتخبين في مدينة نيويورك وبالترشح لولاية أخرى كاملة مدتها أربع سنوات في حال لم يوافق المرشحون الأساسيون على السماح بتمديد فترة ولايته.
جادل المدافعون عن التمديد بأن المدينة بحاجة لجولياني من أجل إدارة الطلبات الأولية بهدف الحصول على أموال من ألباني (نيويورك) وواشنطن العاصمة، وتسريع انتعاش المدينة، وإبطاء هجرة الوظائف من مانهاتن السفلى نحو خارج مدينة نيويورك.
أشار القادة في مجلس الولاية ومجلس الشيوخ في نهاية المطاف إلى أنهم لا يعتقدون أن التمديد ضروري، على الرغم من وجود التقديم الخاص بتمديد الولايات في حالات الطوارئ في دستور ولاية نيويورك (المادة 3 القسم 25). جرت الانتخابات كما هو مقرر، وتولى المرشح الفائز -الجمهوري الذي أيده جولياني- مايكل بلومبيرغ، منصبه في 1 يناير من عام 2002 حسب الإجراءات الاعتيادية.